# Louis Rubenstein
Pour les articles homonymes, voir Rubenstein.

La fontaine dédiée à Rubenstein

Louis Rubenstein, né le 23 septembre 1861 à Montréal et mort le 3 janvier 1931 à Montréal,, est un patineur artistique québécois.

## Biographie
Sa famille, d'origine polonaise et de confession juive, œuvre dans une entreprise familiale de placage d'argent dont il deviendra plus tard un associé,. Louis Rubenstein fera ses débuts en patinage au Victoria Skating Club de Montréal avec ses frères et commencera à gagner des titres dans des compétitions de patinage artistique à travers l'Amérique du nord.
Rubenstein devient champion du Canada en patinage artistique de 1883 à 1889. Employant un style de patinage inspiré du patineur américain Jackson Haines, avec des lames sur mesure fabriquées par la compagnie du Massachusetts Barney and Berry, Rubenstein ira représenter le Canada à la Compétition internationale de patinage de fantaisie en 1890 à Saint-Pétersbourg en Russie tsariste,. L'antisémitisme alors très présent dans la société russe menace de l'empêcher d'entrer dans la compétition, la police russe confisquant son passeport et lui ordonnant de quitter le pays dans les prochaines 24 heures. Prévoyant le coup, Rubenstein présente à l'ambassade britannique en Russie une lettre préalablement écrite du Gouverneur général du Canada, Lord Stanley, qui fera alors pression sur la police russe de lui rendre son passeport et de le laisser participer à la compétition, ce qui sera chose accomplie. Il y remporte l'or, mais il est informé, sa compétition terminée, qu'il doit quitter immédiatement la Russie.
En 1887, il fonde l'Association de patinage amateur du Canada, regroupant les amateurs de patinage artistique et de patinage de vitesse à travers le Canada.
Il est conseiller municipal du district de Saint-Louis, situé dans l'ancien quartier juif de Montréal, de 1914 à 1931.
Il fait partie du Panthéon international des sportifs juifs. Dans le Parc Jeanne-Mance, au coin de l'avenue Mont-Royal et de l'avenue du Parc, on y trouve une fontaine art-déco ayant une inscription apposée à son honneur.
En 2014, il est inscrit par le gouvernement du Canada sur la Liste des personnes d'importance historique nationale.